# Desmond Tutu
Pour les articles homonymes, voir Tutu (homonymie).
Desmond Tutu, né le 7 octobre 1931 à Klerksdorp en Afrique du Sud et mort le 26 décembre 2021 au Cap, est un archevêque anglican et militant des droits de l'homme sud-africain. Il reçoit le prix Nobel de la paix en 1984 pour son combat pacifique contre l'apartheid.
Auteur d'une théologie ubuntu de la réconciliation et proche de Nelson Mandela, il fut ensuite le président de la Commission de la vérité et de la réconciliation, chargée de faire la lumière sur les crimes et les exactions politiques commis, durant l'apartheid, au nom des gouvernements sud-africains, mais également les crimes et exactions commis au nom des mouvements de libération nationale.

## Biographie

### Origines
Desmond Tutu est né à Klerksdorp, dans le Transvaal, le deuxième des trois enfants de Zacheriah Zililo Tutu et de son épouse, Aletta. La famille Tutu déménage à Johannesbourg quand Desmond a douze ans. Son père est enseignant et sa mère est femme de ménage et cuisinière dans une école pour les aveugles. À 4 ans, il est victime de la poliomyélite : il en conserve toute sa vie une gêne au bras gauche.

### Études
Desmond Tutu fait ses études dans la ville de Johannesbourg. Il veut dans un premier temps devenir médecin, mais de telles études coûtant trop cher pour sa famille, il se destine à devenir instituteur, tout comme son père. De 1951 à 1954, il étudie et commence à enseigner en 1954 au Johannesbourg Bantu High School. En 1955, il se marie à Nomalizo Leah Shenxane, une enseignante ; ils auront quatre enfants. Mais il démissionne en 1957, pour protester contre la mauvaise qualité de l'enseignement donné aux Noirs.
Il décide alors de s'orienter vers la théologie. De famille méthodiste, il se tourne vers l'Église anglicane et est ordonné prêtre en 1961, à 30 ans. Il devient l'aumônier de l'université de Fort Hare. Fort Hare est à l'époque une des seules universités de qualité pour les Noirs d'Afrique du Sud et d'Afrique australe ; les principaux dirigeants actuels du pays y ont étudié. En 1962, il s'installe avec sa femme et ses enfants à Londres, et obtient en 1966 une maîtrise en théologie au King's College de Londres. Il retourne en 1967 en Afrique du Sud, où il travaille comme professeur de théologie.
De 1972 à 1975, il revient en Angleterre, où il est le vice-directeur du Theological Education Fund (TEF) du Conseil œcuménique des Églises, à Bromley dans le Kent. Il est nommé doyen du diocèse de Johannesbourg en 1975, à la cathédrale anglicane Sainte-Marie de Johannesbourg. Il est le premier Noir à occuper ce poste. Il refuse le logement de fonction luxueux, en « zone d’habitation blanche », réservé aux Blancs - il lui faudrait demander officiellement un statut dérogatoire de « Blanc honoraire » - et s’installe dans un des quartiers de Soweto, le ghetto des Noirs, où éclatent, en 1976, de sanglantes émeutes.
Il est évêque du Lesotho de 1976 à 1978, puis est secrétaire général du Conseil œcuménique d'Afrique du Sud de 1978 à 1985. Il devient une personnalité publique, et élève la voix contre les injustices du système politique de ségrégation raciale, l'Apartheid.

### Militant contre l'apartheid
En 1977, Desmond Tutu fait le prêche des funérailles de Steve Biko, fondateur du Mouvement de conscience noire et co-organisateur des émeutes de Soweto, assassiné. Il rend par la suite hommage à Biko et au Mouvement de conscience noire, qui avait attiré l'attention sur la dimension performative du langage et non simplement descriptive, conduisant ainsi les Noirs à se mésestimer eux-mêmes,. Desmond Tutu participe aux réunions clandestines du Black consciousness movement. Au sein du TEF, il participe aussi au mouvement de Black theology (théologie noire) et s'initie à la théologie de la libération venue d'Amérique latine.

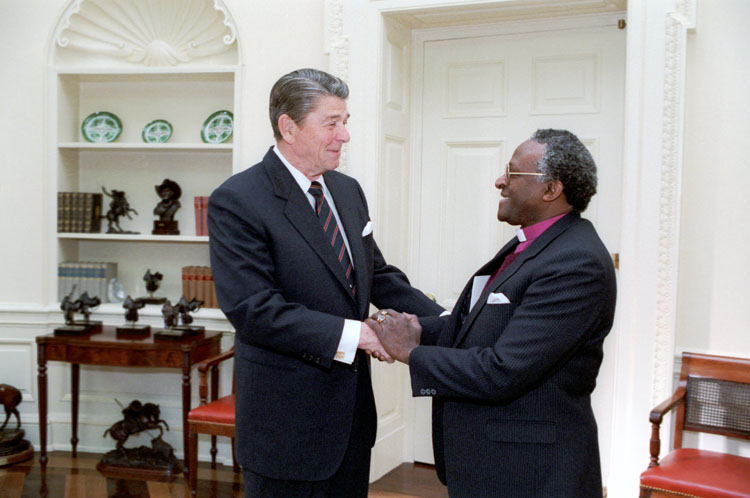
Desmond Tutu avec Ronald Reagan (Maison-Blanche, 12 juillet 1984).

Au cours de plusieurs années de sermons et de prédications, il fait passer « un message de paix et de non-violence ». Il critique aussi bien l'apartheid que les Noirs qui réclament vengeance. Ses prédications contribuèrent à la lutte pacifique menée contre les gouvernements afrikaners, et c'est pour ce combat pacifiste contre le système de l'apartheid, qu'il reçoit le 16 octobre 1984, le prix Nobel de la paix. Pour lui, la paix entre les peuples est la seule voie possible.
Auréolé de sa nouvelle stature internationale, il est nommé évêque de l'Église anglicane d'Afrique du Sud en 1985, à Johannesbourg, puis nommé archevêque au Cap le 7 septembre 1986, devenant le premier Noir à occuper cette fonction. Cette nomination est critiquée par ses opposants. Il organise alors des protestations contre la ségrégation raciale et des campagnes de boycottage, dont celle du charbon d'Afrique du Sud. Il milite également pour des écoles communes, qui représentent pour lui une étape essentielle dans la réconciliation de l'Afrique du Sud. Il milite aussi contre la réglementation des déplacements des Noirs, les « pass-laws ».
Il s'élève en 1986 contre le refus de Ronald Reagan d'adopter des sanctions contre le régime sud-africain.

### Le président de la Commission de la vérité et de la réconciliation
Desmond Tutu devient en 1995 président de la Commission de la vérité et de la réconciliation créée par le président Nelson Mandela. Après trois ans d'enquêtes et des milliers d'auditions, il rend publiques les conclusions de la Commission en 1998. Ce dossier est aujourd'hui considéré comme l'une des pierres angulaires de la réconciliation sud-africaine.

### Positions politiques

#### Rôle en Afrique du Sud
Il est à l'origine de l'expression « nation arc-en-ciel » qu'il emploie pour la première fois en 1993 lors de son discours prononcé aux obsèques du dirigeant communiste assassiné Chris Hani.

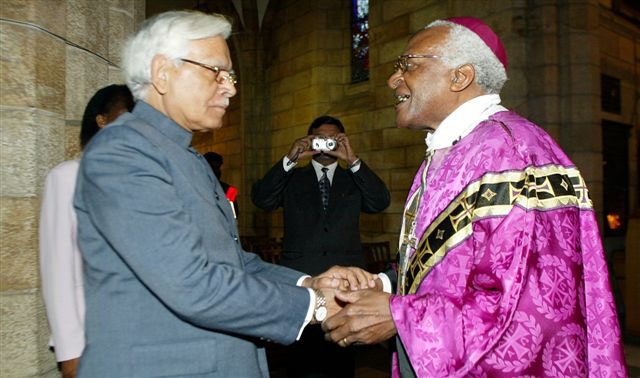
Desmond Tutu avec le ministre indien des Affaires étrangères K. Natwar Singh (Le Cap, 11 mars 2005).

Il dénonce, entre autres, le montant des salaires des députés du Parlement sud-africain qu'il juge exorbitants, la politique de vente d'armes, qui rapporte beaucoup d'argent au nouveau pouvoir sud-africain.
En ce qui concerne la politique étrangère de l'Afrique du Sud, il dénonce le silence de son pays envers le régime de Robert Mugabe, le président du Zimbabwe voisin. Il compare d'ailleurs Robert Mugabe à « une sorte de Frankenstein ».
Lors des élections générales sud-africaines de 2009, il refuse d'apporter son soutien à Jacob Zuma et critique les dérives, selon lui, « d'une démocratie sous la coupe d'un parti ultramajoritaire ». Il est nommé en 2005, par le secrétaire général des Nations unies Kofi Annan, membre du Haut Conseil pour l'Alliance des civilisations.
En août 2011, alors la moitié de la population vit toujours au dessous du seuil de pauvreté, il propose aux ministres noirs de vendre leurs voitures luxueuses : « Dans l’esprit de l’ubuntu (une expression sud-africaine qui signifie l’humanité, le savoir vivre ensemble), pour montrer que vous êtes attentifs, remplis de compassion, s’il vous plaît, vendez vos voitures de luxe et remplacez-les par des voitures un peu moins chères – pour montrer que vous vous en faites pour ces gens pauvres. Votre humanité en dépend. » Il suggère également, pour corriger les inégalités raciales héritées de l'apartheid, de taxer les avoirs en Bourse des Blancs. Ces propos provoquent une polémique dont la réprobation de la Fondation Frederik de Klerk, le mettant en garde contre « la dangereuse idée de culpabilité raciale »,.

#### Initiatives internationales
Le 18 juillet 2007, à l'initiative du milliardaire Richard Branson et du musicien Peter Gabriel, Nelson Mandela, Graça Machel et Desmond Tutu convoquent à Johannesbourg une assemblée de dirigeants influents du monde entier qui veulent contribuer, « à l'aide de leur expérience et de leur sagesse », à résoudre les problèmes les plus importants de la planète. Nelson Mandela annonce la formation de ce conseil des Global Elders (les anciens, ou sages, universels) dans un discours lors de son 89e anniversaire. Desmond Tutu est président du conseil et ses membres fondateurs incluent également Kofi Annan, Ela Bhatt, Gro Harlem Brundtland, Jimmy Carter, Li Zhaoxing, Mary Robinson et Muhammad Yunus.
Il écrit en juin 2016 au comité Nobel pour proposer « la nomination de Marwan Barghouti, dirigeant palestinien emprisonné, pour le prix Nobel de la paix ». Il rappelait qu’ « en 2013, une campagne internationale pour la libération de Marwan Barghouti et de tous les prisonniers palestiniens fut lancée à Robben Island (…) depuis la cellule du symbole universel de paix qu’est Nelson Mandela ».
Tutu soutient en 2008 le pasteur Jeremiah Wright, figure de la théologie de la libération noire qui avait lui-même apporté son soutien au candidat à la présidentielle Barack Obama, avant que celui-ci ne rompe ses liens avec Wright. Tutu lui-même s'est pourtant éloigné de la théologie de la libération, en définissant une éthique au-delà de la théologie de la libération. Concernant Wright, il déclare ainsi que ce dernier a dit sans fioritures « ce que presque n'importe lequel Afro-Américain aurait envie de dire », c'est-à-dire que « la race est un enjeu central », appelant aussi à un « forum de réconciliation » aux États-Unis.
Il se joint fréquemment à d’autres lauréats du prix Nobel de la paix et inaugure des actions pour soutenir Aung San Suu Kyi, et le 14e dalaï-lama. Au mois de mars 2009, il a été rejoint par plus de 40 célébrités et 10 000 signataires dans une lettre sur thecommunity.com exhortant les officiels chinois à « cesser de nommer, blâmer et abuser verbalement » le dalaï-Lama, et en appela au Haut-Commissariat des Nations unies aux droits de l'homme à visiter le Tibet et faire un rapport à la communauté internationale,.

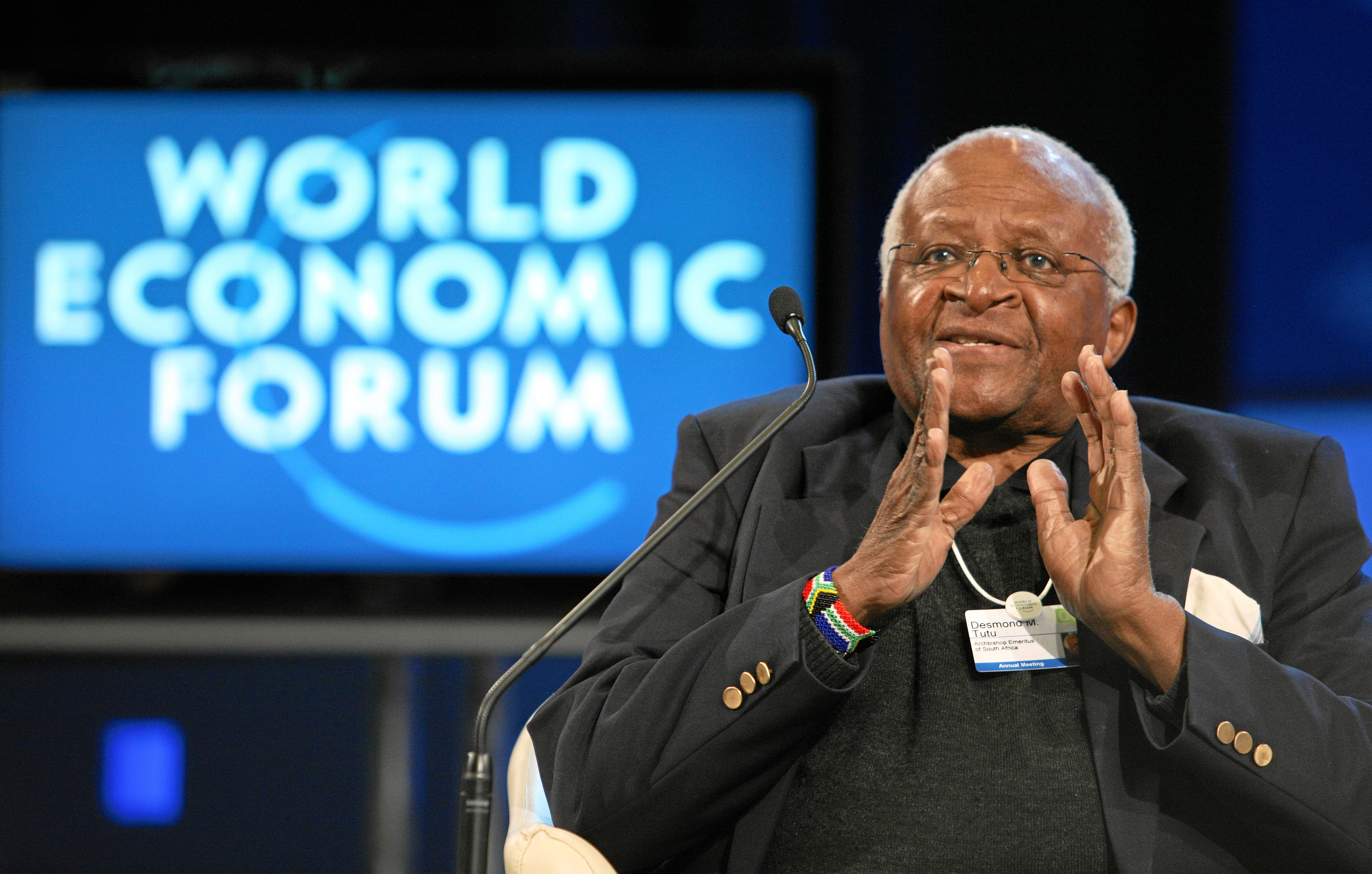
Desmond Tutu au Forum économique mondial (2009).

Desmond Tutu est membre de la fondation PeaceJam, membre d'honneur du Club de Budapest et fait partie du groupe des Global Elders, anciens dirigeants à la retraite qui tentent de contribuer à des solutions pacifiques aux problèmes de la planète. Il dénonce en 2010 le comportement du gouvernement russe durant la guerre en Tchétchénie.
En 2012, il a refusé de participer à une conférence en Afrique du Sud à laquelle avait été invité l’ancien Premier ministre britannique Tony Blair : « la décision immorale des États-Unis et de la Grande-Bretagne d’envahir l’Irak en 2003, basée sur le mensonge selon lequel ce pays possédait des armes de destruction massive, a déstabilisé et polarisé le monde plus qu’aucun autre conflit dans l’histoire », explique Desmond Tutu qui à l'époque, en 2003, avait appelé Condoleezza Rice, la conseillère de George Bush pour la sécurité, quelques jours avant le déclenchement de la guerre, pour lui demander qu’on laisse plus de temps aux inspecteurs chargés de trouver les armes de destruction massive irakiennes. « Selon quel critère devons-nous décider que Robert Mugabe [le Président du Zimbabwe, ndlr] doit être traduit devant la justice internationale, mais que Tony Blair doit participer au circuit des conférences, que Ben Laden doit être assassiné, mais que l’Irak doit être envahi, non pas parce qu’il possède des armes de destruction massive, comme Blair, le premier supporter de Bush, a fini par l’admettre, mais pour se débarrasser de Saddam Hussein ? » Conclusion : « Why I had no choice but to spurn Tony Blair, I couldn't sit with someone who justified the invasion of Iraq with a lie (Pourquoi je n'avais pas d’autre choix que d’éconduire Tony Blair, je ne pourrais pas siéger à côté de quelqu'un qui a justifié l'invasion de l’Irak par un mensonge) », titre choisi par The Observer du 2 septembre 2012 pour l’entretien dans lequel Desmond Tutu a fait ces déclarations.
Par ailleurs, en juillet 2007, il est l'un des premiers à répondre au programme « les Ambassadeurs d'Oxfam » lancé par l'ONG pour accroître sa popularité et améliorer son action.

#### Opposition à l'homophobie
Desmond Tutu est publiquement engagé dans la lutte contre l'homophobie, ayant comparé l'homophobie au racisme durant l’apartheid en Afrique du Sud. Et déclare en 2013 être « aussi dévoué envers cette campagne [contre l'homophobie] que lors de celle contre l'apartheid ». Il a également indiqué qu'il ne pourrait pas vénérer un Dieu homophobe, déclarant : « Je ne vénérerais pas un Dieu homophobe. (…) Je refuserais d’aller dans un paradis homophobe. Non, je dirais : “Désolé ! Je préfère de loin aller de l’autre côté” »,.
En février 2014, il s'insurge contre la ratification par le président ougandais Yoweri Museveni d’une loi qui pénalise les relations homosexuelles dans ce pays et qu’il compare aux lois de Nuremberg (Allemagne nazie) et à l’apartheid.
En juin 2016, aux Pays-Bas, il bénit le mariage de sa fille, le pasteur anglican Mpho Andrea Tutu, avec une autre femme, Marceline van Furth.

#### Sur la fin de vie et le suicide assisté
En 2016, à 85 ans, à l'inverse de nombreux chrétiens, il déclare dans une tribune être favorable à ce que les malades incurables et les mourants puissent décider eux-mêmes de l'heure de leur mort,.

#### Le changement climatique
Lors du sommet de Copenhague en 2009, il prend une part active au mouvement « Justice climatique », qui réunit plusieurs ONG, célébrant une « messe pour le climat » dans la capitale danoise. Le 10 avril 2014, il publie dans The Guardian l'article : « Pour sauver le climat, il faut boycotter les compagnies d’énergie fossile ».

#### Rencontres avec le dalaï-lama

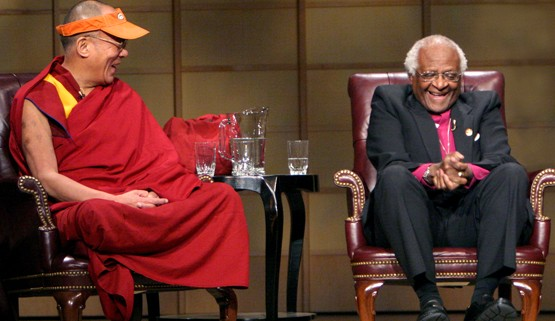
Le 14e dalaï-lama et Desmond Tutu à Vancouver (Canada) en 2004.

Desmond Tutu rencontra son ami de longue date le 14e dalaï-lama en 2004 lors d'une conférence organisée par Victor Chan à Vancouver, et ayant pour thème la paix et la réconciliation,.
Faute de visa, le dalaï-lama ne put se rendre aux célébrations des 80 ans de Desmond Tutu en octobre 2011. La justice sud-africaine qualifia d'illégal le retard dans la décision de délivrer ce visa. Desmond Tutu a rendu visite au dalaï-lama le 10 février 2012 sur son lieu de résidence à Dharamsala en Inde.
Desmond Tutu déclare « remercier Dieu d'avoir créé le dalaï-lama », et justifie son attachement à celui-ci, en expliquant que selon lui, « Dieu n'est pas un Chrétien ».
En 2014, il appelle le pape François à rencontrer le dalaï-lama, mais à la suite de son refus, il se dit « profondément attristé et bouleversé ».
En 2017, le dalaï-lama ne peut se rendre à son anniversaire, mais s'adresse à Desmond Tutu par une vidéo où il le qualifie de précieux dans ce monde troublé.
En 2015, Desmond Tutu passe une semaine chez le Dalaï Lama à l'occasion des 80 ans de ce dernier. Leurs échanges, avec Douglas Abrams, sont compilés dans The book of joy, cadeau qu'ils souhaitent offrir à l'humanité (ce livre est traduit en français: Le livre de la joie).

### Mort
Desmond Tutu meurt le 26 décembre 2021 au Cap en Afrique du Sud à l'âge de 90 ans. Le président Cyril Ramaphosa loue un « patriote sans égal », tandis que la Fondation Nelson-Mandela salue la disparition d'un « penseur, leader et berger ».
Juste après l'annonce publique de sa mort, la reine Élisabeth II, le secrétaire général de l'Organisation des Nations unies António Guterres, Emmanuel Macron, Barack Obama, le dalaï-lama qui envoie un message de condoléances à sa fille Mpho Tutu, d'autres chefs d'État, personnalités publiques et politiques de premier plan ont eu un mot en mémoire de l'archevêque sud-africain,,.
À la suite de son décès, le deuil national a été décrété en Afrique du Sud pendant une semaine avec la mise en berne du drapeau national des institutions officielles tout au long de cette période,. Ses funérailles nationales, qui rassemblent des milliers de personnes, ont lieu le 1er janvier 2022, en présence du président sud-africain Cyril Ramaphosa, l’ancienne présidente d’Irlande Mary Robinson et du roi du Lesotho Letsie III,.
Desmond Tutu a choisi que sa dépouille soit réduite en poussière par aquamation,. Ses cendres reposent désormais dans la cathédrale Saint-Georges du Cap.

## Controverses

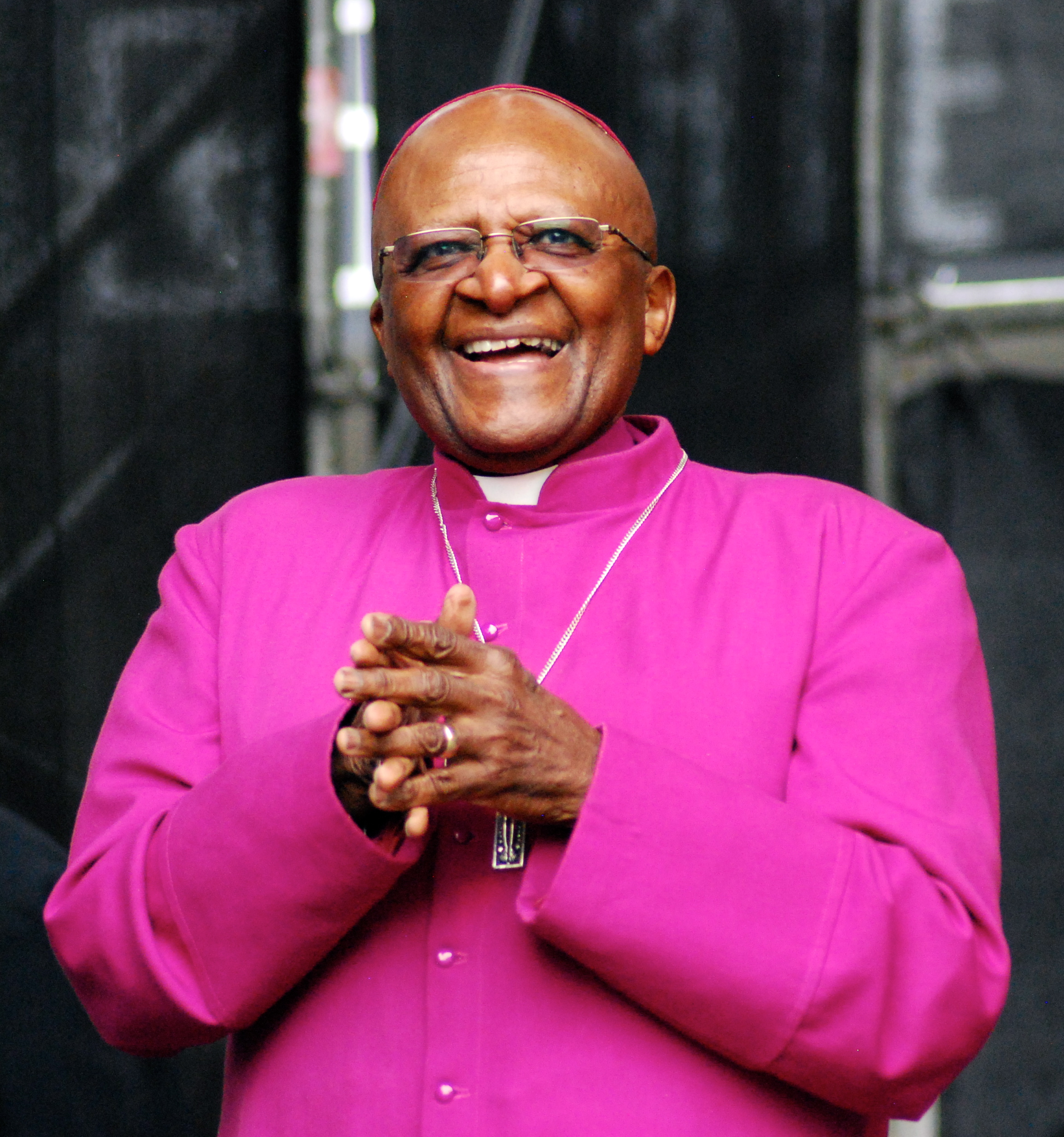
Desmond Tutu en 2011.

### Colonisation israélienne
Desmond Tutu critique l'attitude du gouvernement d'Israël envers les Palestiniens, affirmant qu'Israël a le droit de vivre en paix au sein de ses frontières mais qu'Israël n'aura jamais une véritable sécurité tant qu'il opprimera un autre peuple. Il défend la solution à deux États, soit l'existence d'un État palestinien au côté de l’État israélien.
Opposé à toutes violences, il condamne également les tirs de roquettes en direction d’Israël par des Palestiniens depuis la bande de Gaza et appelle à la résistance pacifique. En 2002, il compare la politique de l'État israélien à celle menées par les gouvernements sud-africains à l'époque de l'apartheid, déclarant : « cela me rappelle tellement ce qui nous est arrivé au peuple noir en Afrique du Sud » et exprime son soutien au mouvement international Boycott, désinvestissement et sanctions (BDS), qu’il décrit comme un moyen pacifique de s’opposer à l’occupation israélienne,.
Desmond Tutu est amené à diriger, avec la professeure Christine Chinkin, une mission d’enquête de l’ONU sur l’attaque israélienne de novembre 2006 dans le quartier de Beit Hanoun à Gaza, qui a tué dix-neuf personnes, dont sept enfants. Israël refusa d’accorder à l’archevêque et à la chercheuse l’autorisation d’entrer à Gaza, mais ils purent finalement accéder au territoire assiégé en passant par l’Égypte. Ils rencontrèrent des survivants et des témoins oculaires et rédigèrent un rapport à l’intention du Conseil des droits de l’homme. Dans une déclaration faite en mai 2008 en marge de sa mission, il dénonce le siège israélien de Gaza, en place depuis 2007, comme « une violation flagrante des droits de l’homme ». Il soutient également que « les citoyens israéliens ordinaires ne soutiendraient pas ce blocus, ce siège, s’ils savaient ce que cela signifie pour des gens ordinaires comme eux. Non, ils ne soutiendraient pas une politique qui limite les approvisionnements en carburant et coupe automatiquement l’électricité. Ils ne soutiendraient pas une politique qui met en péril la vie d’hommes et de femmes ordinaires à l’hôpital, qui prive des hôpitaux d’eau et de nourriture, mettant ainsi en péril la vie de bébés . »

En août 2009, il se joint à une délégation de l’ONG internationale Les Anciens dans le cadre d’une visite organisée en Israël et dans les territoires palestiniens occupés pour défendre la paix.

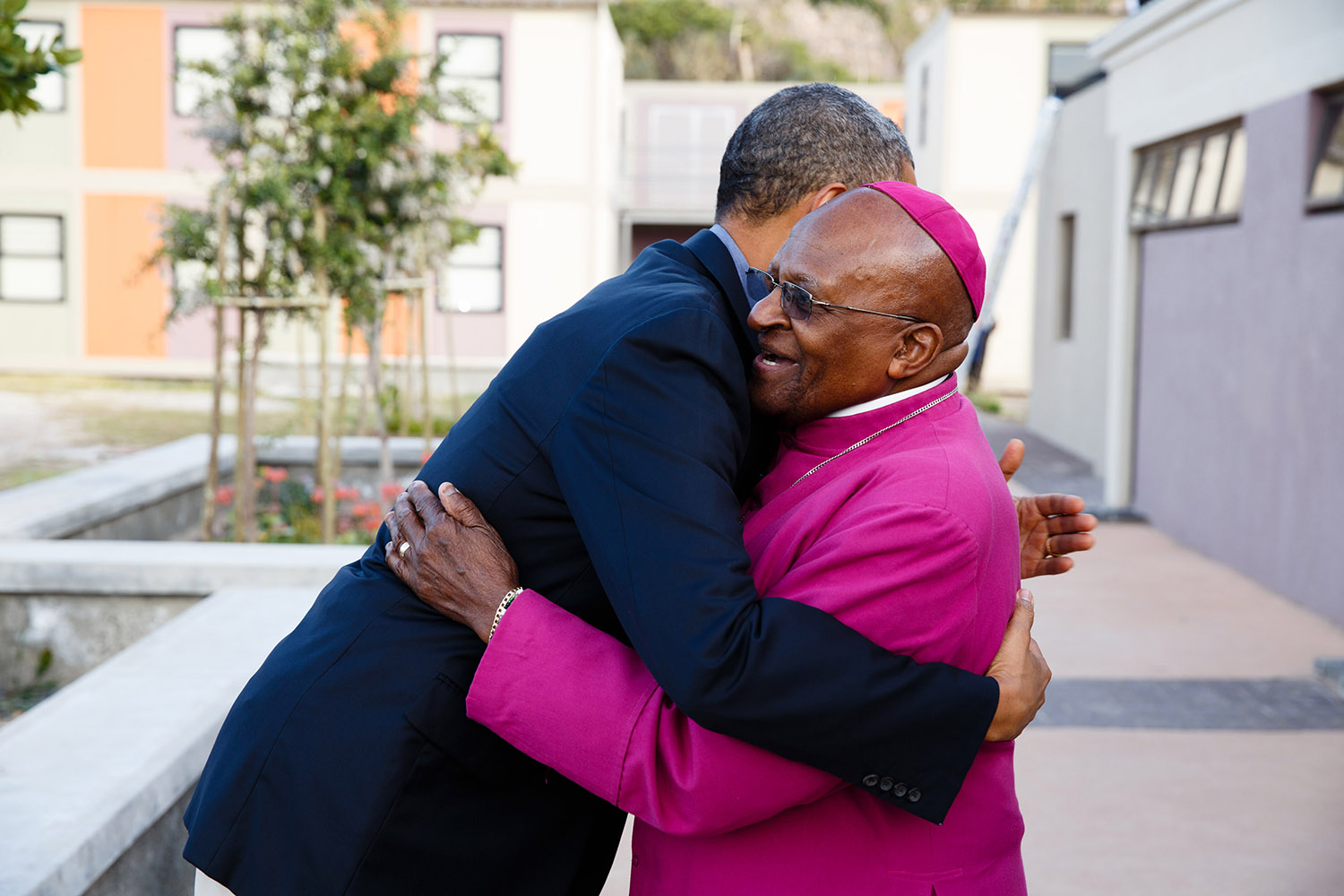
Desmond Tutu avec Barack Obama (Le Cap, 30 juin 2013).

Les déclarations de Desmond Tutu sur la colonisation israélienne des territoires palestiniens occupés ont parfois été critiquées comme « racistes » et offensantes à l'égard du peuple juif. En 2014, dans le South African Jewish Report, Desmond Tutu est comparé à Adolf Hitler et accusé de vouloir « tuer les Juifs ».

### Critiques

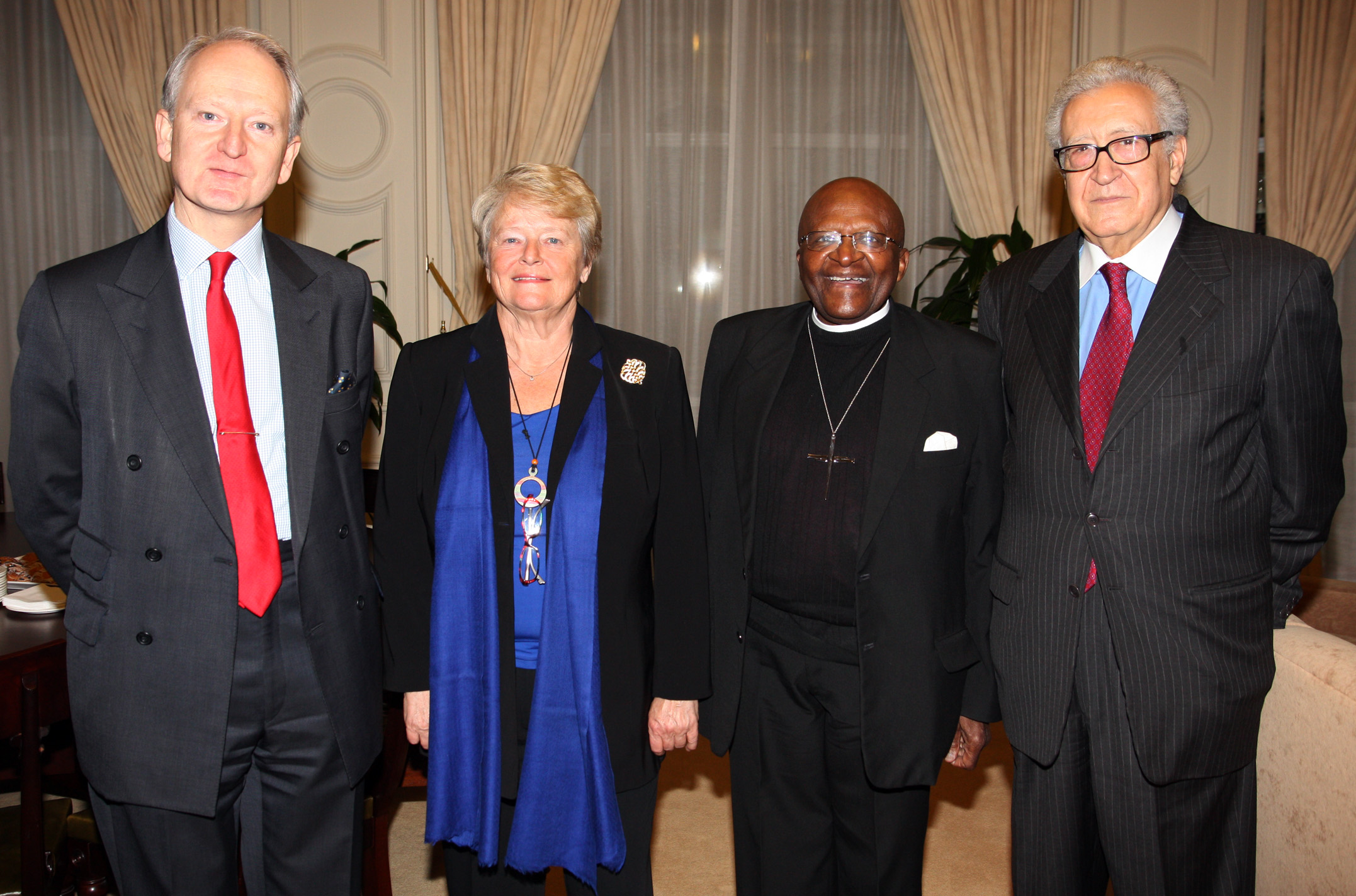
Desmond Tutu avec Lakhdar Brahimi, Gro Harlem Brundtland et Henry Bellingham (Londres, 10 janvier 2011).

À la suite de sa critique de Jacob Zuma, celui-ci, l'accuse de « double standard » et d'amnésie sélective. Le congrès des étudiants sud-africain condamne ses actions, le décrivant comme étant une « personne scandaleuse ».
Desmond Tutu a également été critiqué pour avoir refusé de participer à un événement en la compagnie de Tony Blair, estimant que ce dernier et George W. Bush devraient être jugés devant la Cour internationale de justice pour avoir « déstabilisé et polarisé le monde à un degré jamais atteint par aucun autre conflit dans l’histoire avec le spectre de la Syrie et de l’Iran devant nous. La question n’est pas de savoir si Saddam Hussein était gentil ou méchant, ou combien de personnes de son peuple il a massacré ». Il a fini par affirmer que le simple décompte du nombre des victimes enregistrées pendant et après la guerre d’Irak justifierait amplement leurs arrestations.
En décembre 2013, n'ayant reçu aucune accréditation officielle, on pense qu'il sera absent de l'enterrement de Nelson Mandela. « Si mon bureau ou moi-même avions été informés que j'étais le bienvenu, pour rien au monde je n'aurais manqué ça », a-t-il réagi. Il faut dire que Desmond Tutu, 82 ans, pourfend régulièrement les dérives du gouvernement du président Jacob Zuma, notamment les scandales de corruption et l'échec à réduire les inégalités. En 2013, il a assuré qu'il ne voterait plus pour le Congrès national africain (ANC), le parti de la lutte contre l'apartheid au pouvoir depuis l'avènement de la démocratie en 1994. Cependant, il sera finalement présent.
En 2014, le parti démocratique chrétien (CDP) sud-africain s'oppose aux positions de Desmond Tutu, le critiquant pour son hypocrisie et le qualifiant de « fils de Satan ».

## Distinctions

### Décorations
- Grand-croix de l'ordre de Bonne Espérance (Afrique du Sud)
- Médaille du service méritoire d'Afrique du Sud (en)
- Grand-croix de l'ordre du Mérite de la République fédérale d'Allemagne
- Médaille présidentielle de la Liberté (États-Unis)
- Grand-officier de la Légion d'honneur (France)
- Première classe de l'ordre de Jamaïque
- Commandeur de l'ordre d'Orange-Nassau (Pays-Bas)
- Grand-croix de l'ordre de Vasco Núñez de Balboa (Panama)
- Membre de l'ordre des compagnons d'honneur (Royaume-Uni)

### Prix
- 1984 : prix Nobel de la paix.
- 1997 : prix Conscience planétaire décerné par le Club de Budapest. Desmond Tutu a été récompensé pour son rôle afin de surmonter l'apartheid en Afrique du Sud et pour son engagement pour la paix mondiale et le dialogue interreligieux[68].
- 2006 : prix Lumière de la vérité[69].
- 2010 : prix du président de la FIFA.
- 2012 : prix UNESCO/Bilbao pour la promotion d'une culture des droits de l'homme[70].
- avril 2013 : prix Templeton, d'une valeur de 1,3 million d'euros, pour son action en faveur de « l'amour et du pardon »[71].
- 2014 : prix international de Catalogne.

### Honneurs
- 1986 : le trompettiste Miles Davis rend hommage à Mgr Desmond Tutu en lui dédiant Tutu, son avant-dernier album studio. C'est le premier morceau qui donne son titre à l'album.

### Doctoratshonoris causa

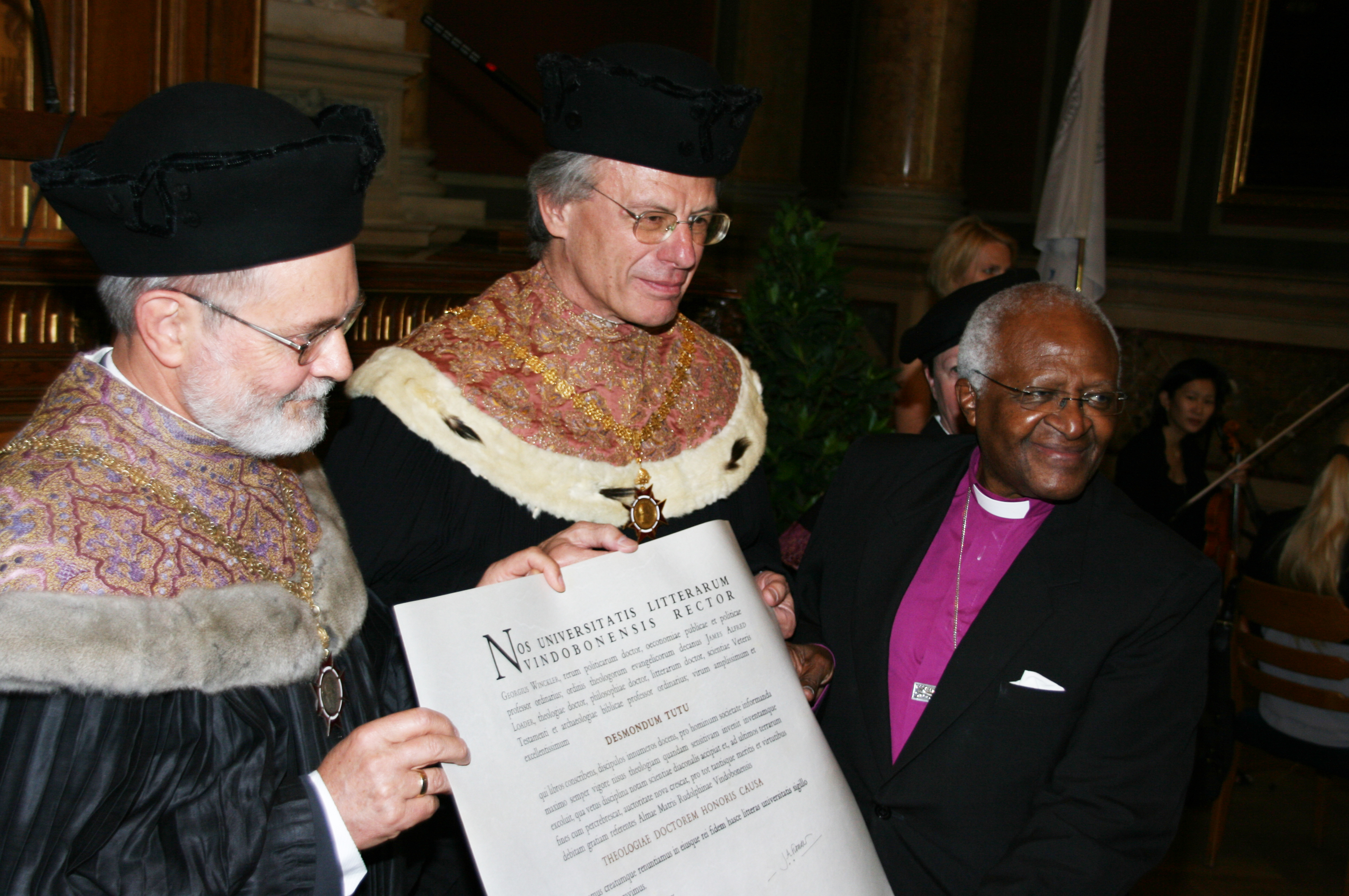
Desmond Tutu recevant son doctorat honoris causa de l'université de Vienne.

Il a obtenu plus d'une centaine de doctorats honoris causa :
- Université Strasbourg III (21 juillet 1988,  France)[72]
- Université de Fribourg (1999,  Suisse)[73]
- Université de Sydney (26 novembre 1999,  Australie)[74]
- Université de Gand (18 mars 2005,  Belgique)[75]
- Université de Genève (2009,  Suisse)[76]
- Université pontificale catholique du Paraná (octobre 2011,  Brésil)[77]
- Université Saint John de York en Droits (2012,  Royaume-Uni)[78]
- Université de Groningue (24 septembre 2012,  Pays-Bas)[79]
- Sciences Po (23 septembre 2013,  France)[80]
- Université Columbia ( États-Unis)
- Université Harvard ( États-Unis)
- Université de Cambridge ( Royaume-Uni)
- Université de Tromsø ( Norvège)
- Université de Varsovie ( Pologne)
- Université de Vienne ( Autriche)
- Université de l'Alberta ( Canada)

## Publications
- (en) Michael Jesse Battle (préf. Desmond Tutu), Reconciliation: The Ubuntu Theology of Desmond Tutu, Pilgrim Press, 2009.
- (en) Essays on Leadership (avec Boutros Boutros-Ghali, George H. W. Bush, Jimmy Carter et Mikhaïl Gorbatchev), Washington, Carnegie Commission on Preventing Deadly Conflict, 1998
- Croire ubuntu inspirations et paroles de Desmond Tutu, Acropole, 2007.
- Prisonnier de l'espérance, 1983.
- Il n'y a pas d'avenir sans pardon, 2000
Récit de la Commission de la vérité et de la réconciliation.
- Dieu fait un rêve (2008), éditions Novalis.
- Dalaï Lama, Desmond Tutu, Douglas Abrasm, Le Livre de la joie : Le bonheur durable dans un monde en mouvement (en), Flammarion, 2016.  (ISBN 2081393964 et 9782081393967).